# Gérard Larrousse
Gérard Larrousse (Lyon, 23 de maio de 1940) é um ex-automobilista e dirigente esportivo francês.

## Biografia
Foi campeão duas vezes seguidas: 1973 e 1974 daa 24 Horas de Le Mans com Henri Pescarolo. Participou de uma corrida de Fórmula 1: o GP da Bélgica de 1974.
Em 1987, montou sua própria equipe na F1, a Larrousse.